# Listronius plesiomorphus
Listronius plesiomorphus är en loppart som beskrevs av Beaucournu et Gallardo 1991. Listronius plesiomorphus ingår i släktet Listronius och familjen Rhopalopsyllidae. Inga underarter finns listade i Catalogue of Life.